# Eiffel 65
Eiffel 65 är en italiensk elektronisk dansgrupp bildad i Turin 1998 av sångaren Gianfranco Randone (alias Jeffrey Jey), keyboardisten Maurizio Lobina och DJ:en Gabry Ponte.
Gruppen fick en stor internationell hit med sin första singel "Blue (Da Ba Dee)", och låten kom att bli etta både på Trackslistan och på englandslistan. Efter ytterligare en hitsingel, "Move Your Body", upphörde deras framgång som Eiffel 65, även om de fortsatte ge ut singlar fram till Gabry Pontes avhopp 2005. Teamet bakom Eiffel 65 fick dock viss framgång som producenter bakom Kim Lukas. 2006 bildade Gianfranco Randone och Maurizio Lobina projektet Bloom 06. En återförening av Eiffel 65 tillkännagavs sommaren 2010 och bandet har spelat in en ny singel med utgivning någon gång under 2011.
Namnet på gruppen valdes med slumpens hjälp av att de lät en dator välja mellan ett antal ord de gillade, och resultatet blev 'Eiffel'. '65' lades till eftersom någon råkat skriva ner en del av ett telefonnummer på samma papper.

## Historia

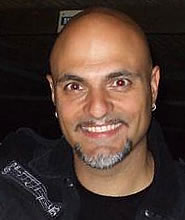
Gianfranco Randone är sångare i Eiffel 65.

År 1997 lämnade Gianfranco Randone gruppen Bliss Team, namngivet efter Randones självuppstartade skivbolag Bliss Corporation. Året därpå startade han tillsammans med Maurizio Lobina och Gabry Ponte upp Eiffel 65 och samma år påbörjade de inspelningen av sitt debutalbum. Europop, producerad av Massimo Gabutti och Luciano Zacchet, gavs ut i november 1999 och blev med första singeln "Blue (Da Ba Dee)" en internationell framgång inom eurodance. Albumet debuterade som fyra på amerikanska Billboard 200-listan. Även uppföljarsinglarna "Move Your Body" och "Too Much of Heaven" lämnade avtryck på flera länders singellistor.
Bandet gav därefter ut albumen Contact! (2001) med den mindre hiten "Lucky (In My Life)" samt det italienskspråkiga Eiffel 65 (2003) men som dock aldrig uppnådde samma popularitet som debuten. Som följd avgick Gabry Ponte tidigt i mars 2005 för att fokusera på sin solokarriär. De två återstående medlemmarna Randone och Lobina valde att tillsammans fortsätta utanför sitt eget Bliss Corporation. Då de kände att namnet Eiffel 65 var en del av bolaget bytte de i juni 2006 även namn till Bloom 06. Eiffel 65:s fjärde album, under arbetstiteln Crash Test, var redan färdigproducerat när Randone och Lobina lämnade Bliss Corporation. Det döptes då om till Crash Test 01 och gavs ut av Bloom 06 i oktober 2006.
I juni 2010 tillkännagavs det på Bloom 06:s webbplats att Eiffel 65 skulle återförenas för att producera nytt material såväl som att turnera. På Eiffel 65:s egen webbplats tillkännagav man i juli samma år att de hade återförenas samt att en ny singel planerades ges ut i oktober samma år. Utgivningen blev dock uppskjuten till någon gång under 2011.

## Diskografi

### Studioalbum
- 1999 – Europop
- 2001 – Contact!
- 2003 – Eiffel 65

### EP
- 2000 – Episode I (innehåller remixade låtar från albumet Europop)
- 2001 – Episode II (innehåller remixade låtar från albumet Contact!)

### Singlar
- 1999 -  "Blue (Da Ba Dee)"
- 1999 -  "Move Your Body"
- 2000 -  "My Console"
- 2000 -  "Back in Time"
- 2000 -  "One Goal"
- 2000 -  "Too Much of Heaven"
- 2001 -  "Losing You"
- 2001 -  "Lucky (In My Life)"
- 2001 -  "80s Stars"
- 2002 -  "Cosa Resterá (In a Song)"
- 2003 -  "Viaggia Insieme a Me"
- 2003 -  "Quelli Che Non Hanno Età"
- 2003 -  "Una Notte E Forse Mai Più"
- 2004 -  "Tu Credi" / "Voglia Di Dance All Night"
- 2011 -  "TBA"